# Philippe Pottier
 (juin 2017).
Si vous disposez d'ouvrages ou d'articles de référence ou si vous connaissez des sites web de qualité traitant du thème abordé ici, merci de compléter l'article en donnant les références utiles à sa vérifiabilité et en les liant à la section « Notes et références ».
Pour les articles homonymes, voir Pottier.
Philippe Pottier, né le 9 juillet 1938 à Monthey et mort le 22 septembre 1985 à Genève, était un ancien footballeur et entraîneur suisse, qui évoluait comme milieu de terrain au Stade français de 1961 à 1966 et en sélection suisse de 1958 à 1966, notamment.

## Biographie
Philippe Pottier est international suisse à 16 reprises pour un but inscrit.
Il participe à la Coupe du monde de football de 1962. Il ne joue qu'un match sur les trois de la Suisse, contre le Chili, en tant que titulaire. La Suisse est éliminée au premier tour.
Il joue dans différents clubs clubs suisses (FC La Chaux-de-Fonds, Servette FC et Étoile Carouge FC) et français (le Stade français et le SCO Angers), remportant trois coupes de Suisse (1957, 1961 et 1971).
Il est entraîneur de l'Étoile Carouge FC pendant trois saisons, sans rien remporter.
Il meurt le 22 septembre 1985 à Genève.
Aujourd'hui, le stade de football de Monthey porte son nom.

## Clubs

### En tant que joueur
- 1956-1961 :  FC La Chaux-de-Fonds
- 1961-1966 :  Stade français (football)
- 1966-1967 :  SCO Angers
- 1967-1971 :  Servette FC
- 1971-1973 :  Étoile Carouge FC

### En tant qu'entraîneur
- 1973-1976 :  Étoile Carouge FC

## Palmarès
- Coupe de Suisse de football

- - Vainqueur en 1957, en 1961 et en 1971

- Championnat de France de football
  - Troisième en 1967